# Regio TV Schwaben
Regio TV Schwaben ist ein regionaler Fernsehsender, der seit 2006 sendet. Das Sendegebiet von Regio TV Schwaben reicht von den Landkreisen Alb-Donau, Biberach, Heidenheim, Ostalbkreis und Ulm bis in den bayrischen Landkreis Neu-Ulm. Produziert werden die Sendungen in dem Sendestudio in der Ulmer Innenstadt sowie in den Außenstudios in Aalen und Biberach.

## Regio TV Schwaben
Regio TV ist eine private Sendergruppe bestehend aus drei Fernsehsendern: Regio TV Bodensee mit Sitz in Ravensburg, Regio TV Schwaben in Ulm und Regio TV Stuttgart in Stuttgart. Deutschlands größte regionale Sendergruppe verfügt über eine technische Reichweite von ca. 5 Millionen Zuschauern in Württemberg, sowie in Teilen von Baden und Bayern. Regio TV lässt sich über Kabel, Satellit und HbbTV im gesamten Verbreitungsgebiet empfangen. Der Sender beschäftigt rund 25 Mitarbeiter in Redaktion, Produktion, Technik und Mediaberatung.
Das tägliche Nachrichtenjournal und Eigenproduktionen wie „Auf ein Bier mit“, „Querformat“, der "Jahresrückblick" oder "M3" erreichen mehr als 300.000 Haushalte und geben dem Sender Profil.
Am Sender beteiligt ist das Medienhaus Schwäbischer Verlag mit 51 % sowie die Verlage der Augsburger Allgemeinen und der Südwest Presse. Die unternehmerische Führung liegt laut eigenen Angaben beim Medienhaus Schwäbischer Verlag, dem auch die regionalen Fernsehsender Regio TV Stuttgart und Regio TV Bodensee gehören.

## Programm
- Journal, regional ausgerichtetes 30-minütiges Infotainmentmagazin, das an Werktagen um 18 Uhr ausgestrahlt und stündlich wiederholt wird.
- Auf ein Bier mit, interessante Gespräche in lockerer Atmosphäre. Jeden Donnerstag, 19:30 Uhr, auf Regio TV und jederzeit online.
- Bauen und Wohnen, ein Ratgeber-Magazin mit praktischen Tipps, aktuellen News und interessanten Einblicken.
- M3 Schwaben - Menschen Märkte Meinungen, das Wirtschaftsmagazin für die Region.
- Chefsache, Spannende Themen, kompetente Inhalte, interessante Unternehmen. CHEFSACHE - Wirtschaft, Köpfe, Innovation fragt nach.
- Landtag BW - Das Politmagazin, nimmt politische Entscheidungen im Landtag in den Fokus.
- Querformat, Das Magazin für junge Menschen, die wissen wollen was in der Region Ulm so ab geht.

- Academy Talk, immer am ersten Freitag des Monats präsentiert Gastgeber Jens Zimmermann spannende Gäste aus Gesellschaft, Wirtschaft, Politik, Sport und Kultur.

- Heldenländle, das Heimattainment-Format für den Südwesten erzählt ihre Erlebnisgeschichten - unverblümt und authentisch.
- Stadtmagazin Ulm, beleuchtet das Leben zwischen Donau, Münster und Fischerviertel.
- Fokus BW - das politische Sommergespräch, hier treten die politischen Spitzenkräfte des Landes regelmäßig vor die Kameras.
- Marktplatz - Der Ostalb Talk, Informative Gespräche mit spannenden Persönlichkeiten der Ostalb aus Politik, Kultur und Sport.

- Der Jahresrückblick, jedes Jahr blicken die Moderatoren zurück auf die emotionalsten Momente und spannendsten Situationen, die die Region beschäftigt haben.
- Gottesdienste[2]

## Empfang
Regio TV Schwaben kann über das Kabelnetz in mehr als 230.000 Haushalten sowie per Satellit empfangen werden.
Dabei gibt es sowohl für die Landkreise Ulm, Biberach und den Alb-Donau-Kreis als auch für den Landkreis Neu-Ulm und die Landkreise Heidenheim und Ostalbkreis jeweils eine eigene Kabelstrecke.
Erreichbarkeit über Satellit:
1. Baden-Württemberg: Satellit: Astra 19,2 E*; Transponder: 104; Download-Frequenz: 12.480 MHz Polarisation: vertikal; Symbolrate: 27.500  *geteilt mit Regio TV Bodensee und Regio TV Stuttgart
2. Bayern: Satellit: Astra 1 L / Kennung Ulm-Allgäu HD*; Transponder: 1.023; Download-Frequenz: 11.552 MHz  Polarisation: horizontal; Symbolrate: 22.000  *geteilt mit Allgäu TV

Erreichbarkeit über das digitale Kabelnetz:
1. Baden-Württemberg: Unitymedia: HD Platz 65  SD Platz 365  SWU Telenet: SD: Kanal S30-378 MHz (Senderplatz – LCN 5) Analog: Kanal C08 – 196,25 MHz
2. Bayern: Vodafone/Kabel Deutschland: HD Platz 183 SD Platz 151  SWU Telenet: SD: Kanal S30-378 MHz (Senderplatz – LCN 5) Analog: Kanal C08 – 196,25 MHz

## Auszeichnungen
Die Landesanstalt für Kommunikation Baden-Württemberg vergibt jährlich den LFK-Medienpreis. Regio TV Schwaben wurde in folgenden Kategorien ausgezeichnet:
- 2007
  - Promotion[3]

- 2008
  - Wirtschaftsberichterstattung[4]

- 2010
  - Hintergrundberichterstattung[5]

- 2012
  - Aktueller Beitrag[6]

- 2013
  - Aktueller Beitrag
  - Werbung, Promotion, Crossmedia
  - Volontäre, Hochschulen, Ausbildungseinrichtung
  - Sondersendung[7]
- 2016
  - Aktueller Beitrag[8]